# Hans Andres (Archivar)
Hans Andres (* 30. Januar 1901 in Dardesheim; † 9. November 1953 in Bonn) war ein deutscher Archivar.

## Leben und Wirken
Hans Andres studierte von 1922 bis 1930 Evangelische Theologie, Geschichte, Geographie und Philosophie an den Universitäten Jena, Tübingen, München und Berlin. Er promovierte 1930 an der Universität Berlin. Von 1933 bis 1938 arbeitete er zunächst beim Reichsarchiv Potsdam (Forschungsstelle für Nachkriegsgeschichte) bzw. der Preußischen Archivverwaltung. Von 1938 bis 1945 war er als Archivar im Politischen Archiv des Auswärtigen Amtes in Berlin tätig. Nachdem er sich von 1945 bis 1950 als freier Schriftsteller betätigt hatte, arbeitete er seither bis zu seinem frühen Tod wieder im Politischen Archiv des Auswärtigen Amtes in Bonn, zuletzt im Rang eines Legationsrats 1. Klasse. Seit 1951 leitete er das Historische Referat des Auswärtigen Amtes.

## Veröffentlichung
- Philipp von Nathusius. Seine Persönlichkeit und seine Ideen im Spiegel der Zeitgeschichte; (1815–1850). Nolte, Düsseldorf 1934 (Dissertation Universität Berlin).